# Klaus Unger
Klaus K. Unger (* 16. Juni 1936 in Zwickau; † 7. Oktober 2020) war ein deutscher Chemiker und  Hochschullehrer.

## Werdegang
Unger studierte an der TH Darmstadt Chemie. 1965 wurde er am Eduard-Zintl-Institut für Physikalische Chemie und Anorganische Chemie der TH Darmstadt bei Hans Wolfgang Kohlschütter promoviert. 1969 hat er sich – ebenfalls in Darmstadt – habilitiert. Von 1977 bis 2001 war er Professor an der Johannes Gutenberg-Universität Mainz am Institut für anorganische Chemie und analytische Chemie.
Nach seiner Emeritierung war er von 2001 bis 2009 bei der Merck KGaA Leiter einer Forschungsgruppe im Bereich Bioseparation.

## Forschungsschwerpunkte
Unger arbeitete auf dem Gebiet der Synthese poröser Materialien, die unter anderem als Adsorbentien und Katalysatoren verwendet werden. Darüber hinaus beschäftigte er sich mit der Funktionalisierung und Charakterisierung der Oberflächen dieser Materialien und ihren Einsatz in der Chromatographie.
Unger war Autor beziehungsweise Ko-Autor von über 350 Veröffentlichungen, sowie einiger Monografien.

## Preise und Ehrungen
- Pregl-Medaille 1991 der Österreichischen Gesellschaft für Analytische Chemie in Wien.
- A. J. P. Martin-Award für Chromatographie der Royal Chromatography Society in London.
- Humboldt-Research Award 1993.
- American Chemical Society National Award for Chromatography 1995.[4]
- Dr. h. c. der Universität Kaunas (Litauen) 1999.[5]

## Bücher
- K. K. Unger: Porous silica, its properties and use as support in column liquid chromatography. Verlag Elsevier, 1979, ISBN 0-444-41683-8 (eingeschränkte Vorschau in der Google-Buchsuche).
- K. K. Unger: Handbuch der HPLC. Teil 1, Leitfaden für Anfänger und Praktiker. GIT Verlag, 1989, ISBN 3-921956-84-6.
- K. K. Unger: Handbuch der HPLC, Teil 2, Präparative Säulenflüssig-Chromatographie. GIT Verlag, 1994, ISBN 3-921956-97-8.
- K. K. Unger u. a. (Herausgeber): Monolithic Silicas in Separation Science: Concepts, Syntheses, Characterization, Modeling and Applications. Wiley-VCH Verlag, 2010, ISBN 3-527-32575-1.